# Мшралхеви
Мшралхеви (груз. მშრალხევი) — село в Грузии, на территории Мцхетского муниципалитета края (мхаре) Мцхета-Мтианети.

## География
Село находится в центральной части Грузии, на правом берегу реки Лелубанисхеви, на расстоянии приблизительно 13 километров (по прямой) к востоку от города Мцхета, административного центра края и муниципалитета. Абсолютная высота — 850 метров над уровнем моря.

## Население
По результатам официальной переписи населения 2014 года в Мшралхеви проживало 14 человек (8 мужчин и 6 женщин). В национальной структуре населения грузины составляли 92,9 %.
| Год  | Население, человек |
| ---- | ------------------ |
| 2002 | 11                 |
| 2014 | ↗ 14               |